# Dominik Schirmer
Dominik Martin Christopher Marcus Schirmer (* 2. März 1976 in Hagen) ist ein deutscher Musiker, Komponist, Singer-Songwriter und Hochschuldozent. Bekannt wurde er als erster deutscher Dozent an der von Paul McCartney mitgegründeten Universität Liverpool Institute for Performing Arts in England.

## Biografie
Dominik Schirmer wuchs in Hagen auf. Seit seiner Kindheit ist er musikalisch und künstlerisch aktiv. Mit dem Akkordeonorchester der Musikschule Hagen gewann er Anfang der 1990er Jahre den Landes-Wettbewerb in Nordrhein-Westfalen. Seit seiner Jugend komponiert er und spielte u. a. mit dem Musiker Tim Neuhaus in Bandprojekten in seiner Heimat zusammen. Größtenteils autodidaktisch geschult, bekam Schirmer 1995 Klavierunterricht vom Hagener Pianisten Heinz Manuel Krause.
Ebenso war Schirmer von 1993 bis 1996 am Hagener Stadttheater schauspielerisch aktiv.
Nach dem Abitur 1996, freier journalistischer Mitarbeit bei Radio Hagen und einem Studiensemester im Fach Pädagogik, Philosophie und Katholische Theologie an der Ruhr-Universität Bochum zog er 1997 in die Niederlande und studierte Jazz-Piano bei Sebastian Altekamp an der ArtEZ Hochschule für Musik in Enschede. 2001 wechselte er zum Studium nach England an das Liverpool Institute for Performing Arts, wo er u. a. von Paul McCartney und Mike Walker in den Fächern Songwriting, Komposition und Improvisation ausgebildet wurde.
2004 gewann Schirmer den Greenberg-Jazz-Award und trat seitdem auf Jazz Festivals auf. Nach dem Abschluss seines Studiums arbeitete er an Kompositionsaufträgen für Cunard Line Cruises u. a. für das Schiffsorchester der "Queen Mary 2" und Ausstrahlungen des Rundfunks (Brontes Sisters (2005), gesendet vom RBB und SWR). Ebenso wurde seine Musik für den Kurzfilm Jenseits von Gut und Böse (2005) von Bernd Latzel verwendet. Er gründete eine Musikagentur und ein Plattenlabel (Treewalk Records, 2008). Ebenso arbeitete er als musikalischer Leiter für Musik- und Showproduktionen (Obscenes, Erstaufführung im Unity Theatre in Liverpool, 2004), sowie als Pianist für die englische Jazz-Sängerin Maria Dunsmore (seit 2004). Seine Weltreisen auf Kreuzfahrtschiffen, auf denen er mit seinen Bands engagiert war, inspirierten ihn zu musikalischen Werken im Popularmusik-, wie auch im klassischen Bereich (Con Occuli Ceradi für Akkordeon-Orchester).
2008 veröffentlichte er unter seinem Label "Treewalk Records" (LC 18963) sein Erstlingswerk A Day In the Top of the Tree, eine Song-Geschichte, in Szene gesetzt von der Berliner Illustratorin Annabelle von Sperber. Damit begann eine Solokarriere als Singer-Songwriter. 2011 veröffentlichte Schirmer sein zweites Soloalbum Keep it simple, gefolgt von In Between 2014 und Life on Catharine Street 2020, ebenfalls erschienen bei Treewalk Records. Er tourt solo und mit seiner Band durch Deutschland.

### Lehrtätigkeit
Seine enge Bindung zur Musikszene in Liverpool und dem Nordwesten Englands erhielt er aufrecht und wurde 2008 zum Dozenten für Komposition an das Liverpool Institute for Performing Arts berufen. Diesen Posten hatten zuvor die englischen Komponisten Ian Gardiner, Paul Mitchell-Davidson und Gary Carpenter inne. Außerdem unterrichtet er im Fachbereich Jazzpiano, Performance, Songwriting und Musiktheorie. Schirmer beschäftigt sich ebenso mit dem Thema Universalien der Musikwahrnehmung.
Seit Ende 2015 ist er bei dem neuen Online-Musiklernportal Skoove für die Konzeption und didaktischen Inhalte der Kurse und Lektionen verantwortlich. Im Jahr 2023 wurde Skoove mit dem Deutschen Bildungs-Award 2023/2024 des Deutschen Instituts für Service Qualität  DISQ ausgezeichnet.

## Diskografie

### Alben
- A day in the Top of the Tree (2008) – Dominik Schirmer (Treewalk Records)
- Keep it simple (2011) – Dominik Schirmer (Treewalk Records)
- In Between (2014) – Dominik Schirmer (Treewalk Records)
- Life on Catharine Street (2020) – Dominik Schirmer (Treewalk Records)